# Bellinzona
Bellinzona (od latinskog Bilitio) je glavni grad talijanskog kantona Ticino, na jugu Švicarske, koji graniči s Italijom. Grad je najpoznatiji po svoja tri dvorca (Castelgrande, Montebello i Sasso Corbaro) koji su 2000. godine upisani na UNESCO-ov popis mjesta svjetske baštine u Europi kao izvanredan primjer srednjovjekovnih fortifikacija koje su čuvale strateški alpski prijelaz.

## Zemljopis
Bellinzona se nalazi istočno od rijeke Ticino u podnožju Alpa, te se proteže duž riječne doline, okružen masivom Saint-Gotthard.
Od 1997. godine Bellinzona ima površinu od 19.15 kvadratnih kilometara, od čega je 4.21 km² ili 22.0% poljoprivredno zemljište, 11.96 km² ili 62.5% pošumljeno, 4.55 km² ili 23.8% je urbano područje (stambena i prometna zona), a 0.47 km² ili 2.5% čine rijeke i jezera, dok je 0.09 km² ili 0.5% neiskorišteno neplodno zemljište.

## Povijest
Arheolozi su pronašli dokaze da je lokalitet dvorca Castel Grande bilo naseljeno još 2000. pr. Kr. u neolitu. Ovo mjesto, na obronku iznad rijeke Ticino, je bilo lako obranjivo, i Rimljani su ga zauzeli u 1. stoljeću te izgradili prvu utvrdu. U 5. stoljeću Langobardi grade dvorac Castel Grande, a 590. godine ga napadaju Franci. Bellizona se tada prvi put spominje kao Berinzona, Beliciona ili Birrinzona, a od 1168. kao Birizona. Zbog strateškog položaja koji je nadgledao alpske prijelaze St. Gotthard i San Bernardino Lukmanier, grad je imao veliku važnost. U 11. i 12. stoljeću drvene palisade se zamjenjuju kamenim gradskim zidinama. Grad Como ga je prodao Milanu 1242. godine, ali grad se buni 1340. godine i Milano ga opsjeda dva mjeseca i naposljetku osvaja. Tada su podignuta tri utvrdbena dvorca kako grad ne bi pao u ruke Švicarske konfederacije. Nakon što je nekoliko puta promijenio vlasnika, francuski kralj Lujo XII. ga je 1503. godine Aronskim sporazumom prepustio Švicarskoj konfederaciji.
God. 1803., osnutkom kantona Ticino, Bellizona je postala njegovom prijestolnicom.

## Znamenitosti
U Bellizoni se nalazi 12 spomenika švicarske državne baštine, a tri dvorca (Castelgrande, Montebello i Sasso Corbaro), obrambene zidine i središte Starog grada su 2000. god. postale UNESCO-ova svjetska baština. Zaštićeno središte Starog grada uključuje tri crkve (Sta. Maria delle Grazie, Collegiata dei Ss. Pietro e Stefano i Sta. Biagio a Ravecchiai), kantonalni arhiv, javno kupatilo (Bagno Pubblico), srednju školu (Scuola media) u ulici Via Lavizzari 28. i Društveno kazalište (Teatro sociale).
- Castelgrande (poznat i kao Stari dvorac, Un Castle i Dvorac sv. Mihovila) je od 1. do 13. stoljeća bila jedina utvrda u Bellizoni. Smješten je na brdu koje ima gotovo vertikalnu litici na sjeveru i strmu južnu stranu, te utvrda prati njegov oblik. Većina današnjeg dvorca je izgrađeno od 1250. – 1500., s tim da je u 18. i 19. stoljeću opsežno obnovljen. Većina unutarnjeg prostora je ravan otvoren prostor. On je nekad bio prepun zgradama koje je milanski vojvoda u 15. stoljeću porušio kako bi stvorio pregledan prostor za lakšu obranu iz dvaju gornjih utvrda. U isto vrijeme vanjske zidine su produžene i ojačane, i spojene na zapadne gradske zidine, a dodani su i novi tornjevi.[1]
- Montebello (poznat i kao Mali, Novi ili Srednji dvorac, ali i Schwyz dvorac od 1506., i Dvorac sv. Martina od 1818. godine) se nalazi na istočnom dijelu grada i izgrađen je oko 1313. godine za obitelj Rusca, a do konca 14. stoljeća osvojila ga je obitelj Visconti. Obnovljen je i proširen od 1462. – 90. godine u današnji izgled, da bi propadao u 19. stoljeću i obnovljen 1903. godine.[2]

Malena kapela sv. Mihovila iz 1600. godine koja se oslanja na njegove južne zidine izgrađena je za vladavine tri kantona.
Danas su u njegovim stambenim prostorijama smješteni arheološki i gradski muzej.
- Sasso Corbaro (poznat kao Unterwalden dvorac poslije 1506., te Dvorac sv. Barbare poslije 1818. godine) nalazi se 600 metara jugozapadno od grada na jednoj stijeni i za razliku od druga dva, nije spojen s gradskim zidinama. Najstariji dio dvorca je sjeveroistočni toranj iz 1478. godine koji je izgrađen kako bi se zatvorio procjep u obrambenim zidinama grada.[3] Danas se u njemu nalazi muzej Sala Emma Poglia, raskošna drvena soba izgrađena za obitelj Emma u 17. stoljeću, u Olivoneu (Dolina Blenio) te kupljena i prenesena 1944. godine, najprije u Castelgrande, a potom 1989. u Sasso Corbaro. Soba je potpuno izgrađena od drveta kestena, a imala je posban štednjak za grijanje (stüva) s grbom obitelji Emma.

- Castelgrande
- Bijeli toranj iznad grada
- Montebello
- Castello di Sasso Corbaro
- Stari grad Bellinzona
- Trg neovisnosti
- Sta. Maria delle Grazie
- Collegiata dei Ss. Pietro e Stefano
- S. Biagio a Ravecchiai
- Evangelistička crkva

## Stanovništvo
Stanovnici govore talijanski i većinom su Rimokatolici. Povijest demografije je prikazano tablicom:
|              |              | 1591    | 1781      | 1808  | 1850  | 1880  | 1910   | 1930   | 1950   | 1970   | 1990   |
| Populacija   |              | oko 200 | oko 1,100 | 1,260 | 3,209 | 4,036 | 10,406 | 10,706 | 12,060 | 16,979 | 16,849 |
| Jezik        | njemački     |         |           |       |       | 140   | 1,028  | 831    | 807    | 1,040  | 681    |
|              | francuski    |         |           |       |       | 6     | 74     | 127    | 162    | 179    | 209    |
|              | talijanski   |         |           |       |       | 3,887 | 9,266  | 9,712  | 11,053 | 15,574 | 14,948 |
|              | ostali       |         |           |       |       | 3     | 38     | 36     | 38     | 186    | 1,011  |
| Religija     | Protestanti  |         |           |       |       | 43    | 632    | 550    | 577    | 844    | 626    |
|              | Rimokatolici |         |           |       |       | 3,985 | 8,947  | 9,577  | 11,196 | 15,817 | 14,592 |
|              | ostali       |         |           |       |       | 8     | 827    | 579    | 287    | 318    | 1,631  |
| Nacionalnost | Švicarci     |         |           |       | 2,742 | 3,260 | 6,936  | 8,755  | 10,427 | 12,848 | 11,924 |
|              | Stranci      |         |           |       | 467   | 776   | 3,470  | 1,951  | 1,633  | 4,131  | 4,925  |

## Sport
- AC Bellinzona, nogometni klub http://www.acbellinzona.ch/  Arhivirana inačica izvorne stranice od 20. prosinca 2018. (Wayback Machine)

## Vanjske poveznice
- Grad Bellinzona, službena stranica (tal.)(engl.)
- Karneval Rabadan